# دجاجيات
الدجاجيات (الاسم العلمي: Galliformes) هي رتبة من الطيور الثقيلة جسديا، أرضية الغذاء، والتي تشمل: الديك الرومي، الطيهوج، الدجاج، سمان العالم الجديد والقديم، الترمجان، الحجل، التدرج، والقراز.
وتصنف لحومها من صنف لحوم بيضاء. 

## فصائل
- الفصيلة القرازية.
- الفصيلة الشقبانية.
- الفصيلة العرناسية.
- الفصيلة التدرجية: دجاجة الأدغال (الدجاج المستأنس ضمن هذا النوع)، والحجلان، والتدارج، والسمان وما شبه ذلك.
- فصيلة سمان العالم الجديد.
- الفصيلة الغرغرية.
- فصيلة الحبشيات.
- فصيلة الهذابيات.